# Біла Вода
Біла Вода (пол. Biała Woda) — неіснуюче село на західній Лемківщині, тепер — частина села Явірки у ґміні Щавниця Новоторзького повіту Краківського воєводства.
Розміщене в долині потоку Біла Вода.

## Історія
Відомо про проживання пастухів на даній території у другій половині XIV ст. Польські історики абсурдно вважають те населення волоським під приводом оподаткування поселення у XVI ст. за волоським правом та ігнорують самоідентифікацію русинами тодішніх мешканців.
В 1600 році Біла Вода відповідно до угоди в переліку 25 гірських сіл перейшла від князів Острозьких до князів Любомирських.
У 1651 році в селі проживало 9 господарів, які відробляли по 12 днів панщини і були зобов'язані до військової служби. Ці русини (відомі як лемки) надалі існували зі скотарства, але також почали корчувати ліси для землеробства. Мешканці села були знаними майстрами склеювання розбитих глиняних горщиків пережованим житнім хлібом і скріплювання дротом, які доходили навіть до Варшави і Києва. В 1738—1739 рр. добували залізну руду для гути у Шляхтовій. В 1931 році у Білій Воді на площі 15,3 км² було 110 господарств, у яких проживало 494 особи. Мали 21 коня, 323 корови і 411 овець.
Станом на 1930-і роки довколишні лемківські села сполонізувались, відтак Біла Вода опинились на острівці з кількох сіл, якого науковці згодом назвали Шляхтовська Русь.
У 1939 році в селі проживало 540 мешканців, з них 535 українців і 5 поляків. До 1945 р. в селі була греко-католицька громада парафії Явірки Мушинського деканату.

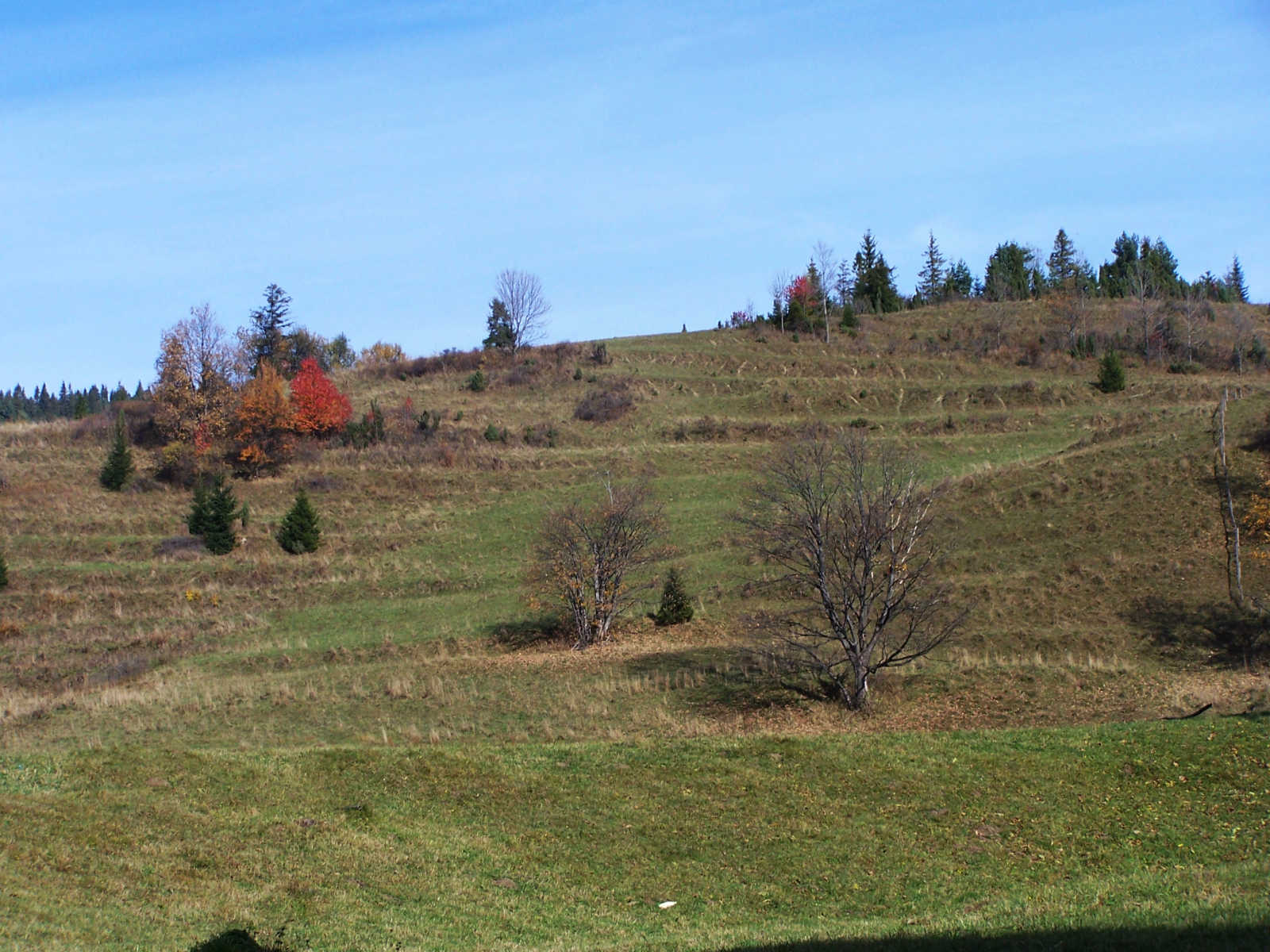
Зарослі поля довкола давнього села

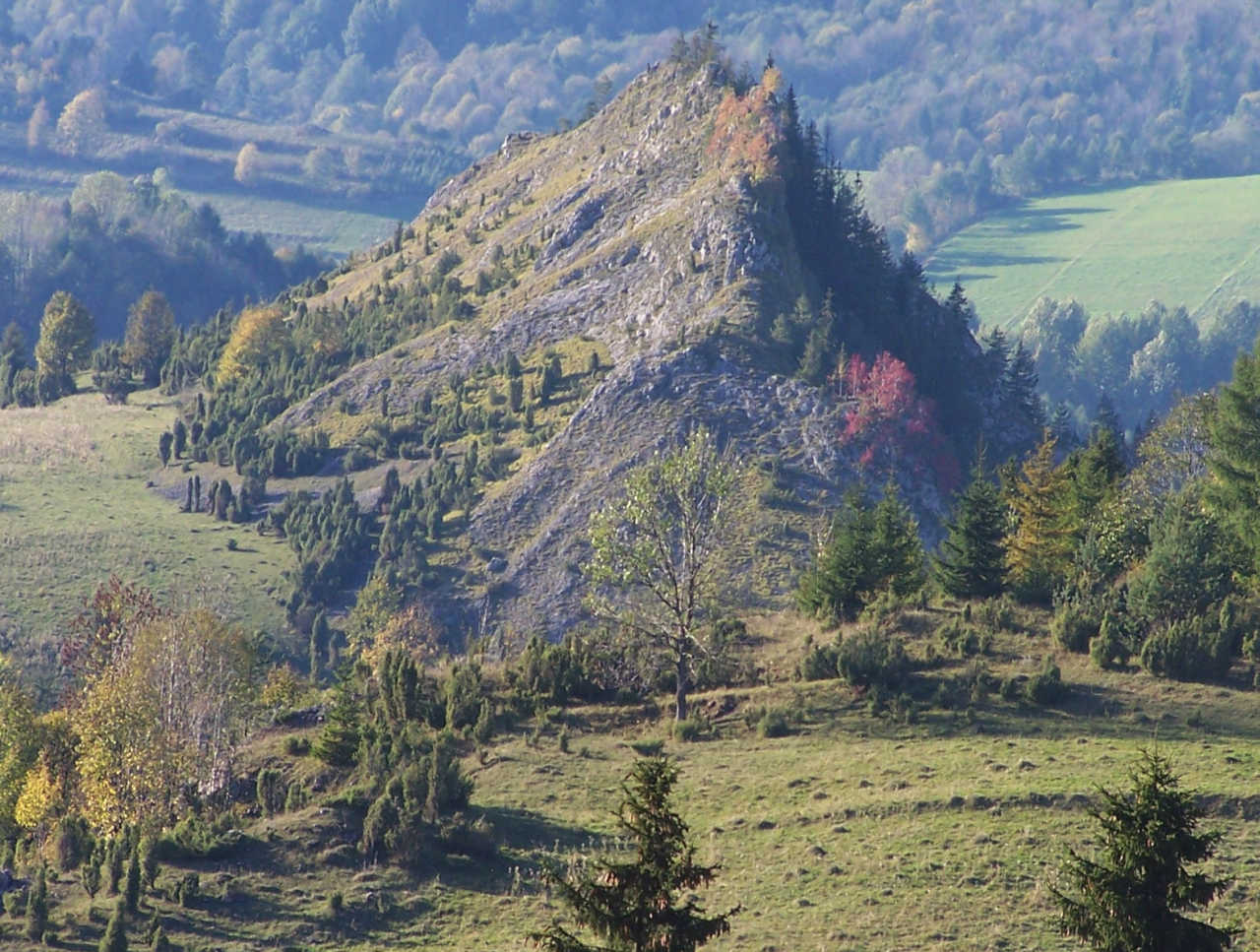
Фрагмент резервату на території колишнього села

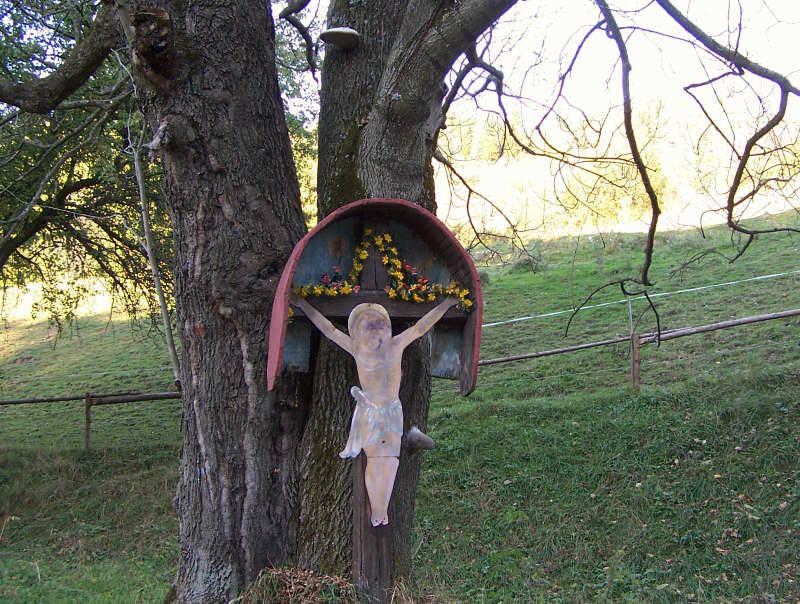
Вціліла фігурка

Більшість українського населення виселено в 1945 році в СРСР, 12 липня 1947 р. було депортовано на понімецькі землі Польщі 136 лемків, у жовтні того ж року в селі було заарештовано й кинуто в концтабір «Явожно» 5 лемків, які уникли депортації чи повернулися з місць заслання, а через три роки 14-22.04.1950 було депортовано 34 родини (103 особи) до Щецінського воєводства, а будівлі спалені. Зі всього села вцілів єдиний будинок Корная та мурована і вкрита ґонтою капличка. Можна ще знайти фундаменти хат, рештки підмурівків і здичілі плодові дерева та поодинокі липи і каштани. На стрімких схилах помітні тераси від давніх нив, частково зарослі деревами. Хоча ще деякий час опустілі простори використовувались для випасу худоби пастухами з Підгалля.
На території колишнього села у 1963 році утворений резерват природи Біла Вода.
У 2008 році територія виведена з підпорядкування міста Щавниця і включена у село Явірки як його частина.
Входить до найзахіднішої ділянки суцільної української етнічної території.